# Limenitis bergmani
Limenitis bergmani är en fjärilsart som beskrevs av Felix Bryk 1946. Limenitis bergmani ingår i släktet Limenitis och familjen praktfjärilar. Inga underarter finns listade i Catalogue of Life.